# 華莊天主堂
31°27′55″N 120°20′15″E / 31.46522°N 120.33743°E
華莊天主堂，又称太湖天主堂，是中華人民共和國一家天主教堂，位於江蘇省無錫市濱湖區、貢湖灣濕地公園內，屬天主教南京總教區無錫總鐸區。

## 特点
聖堂於2011年11月開始動工修建，2013年2月主體工程和附屬鐘樓設施完工，2016年交付使用、當年5月21日祝聖。聖堂總投資逾三千萬元人民幣。聖堂兼具了哥德式和巴洛克建築風格，主體材質為紅褐色面磚，建築面積約3,500平方米，佔地5.4畝，由主堂、副堂、鐘樓、辦公用房等部分組成，可容納約千逾人。

## 图库

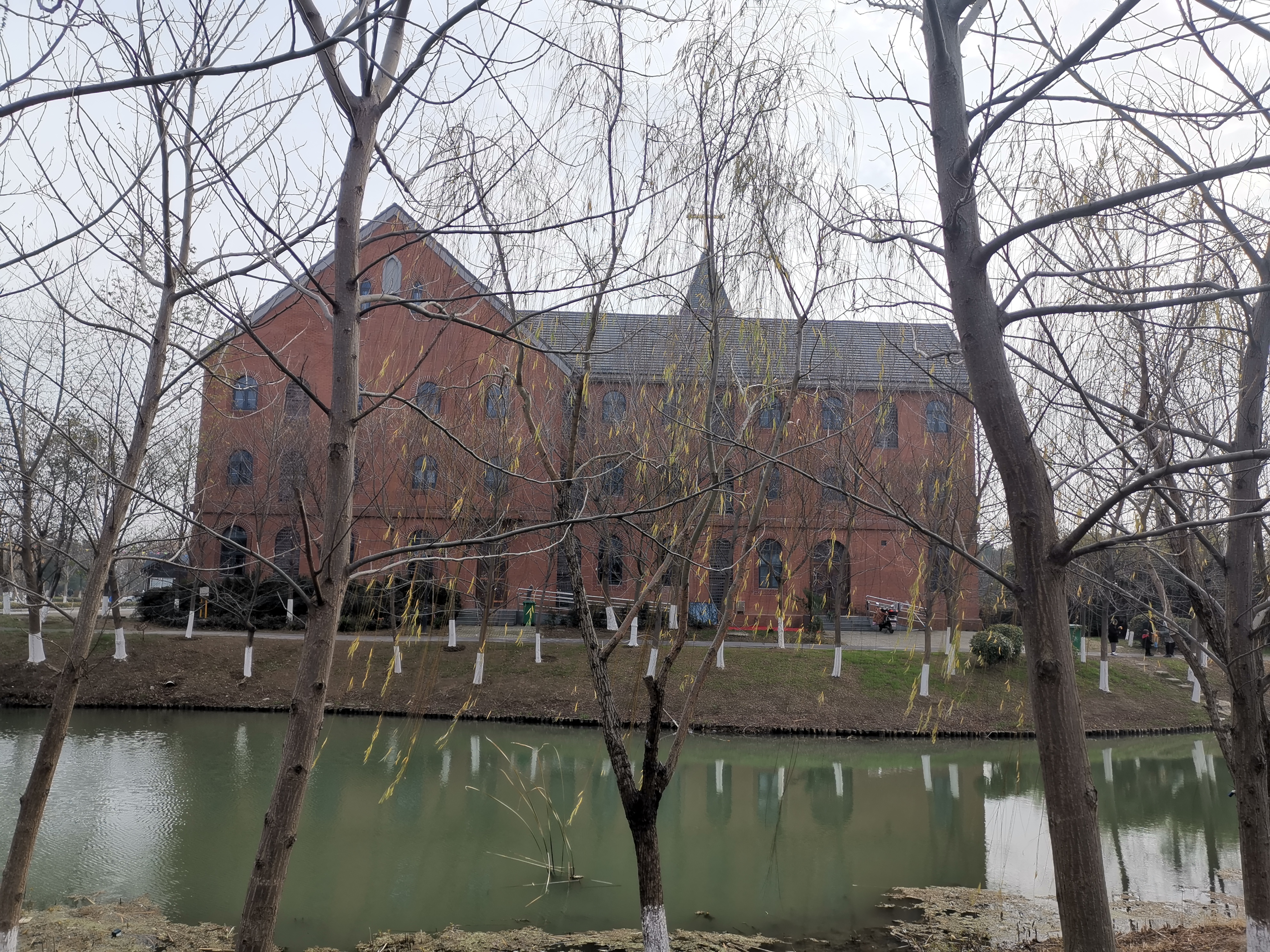
太湖天主堂外景
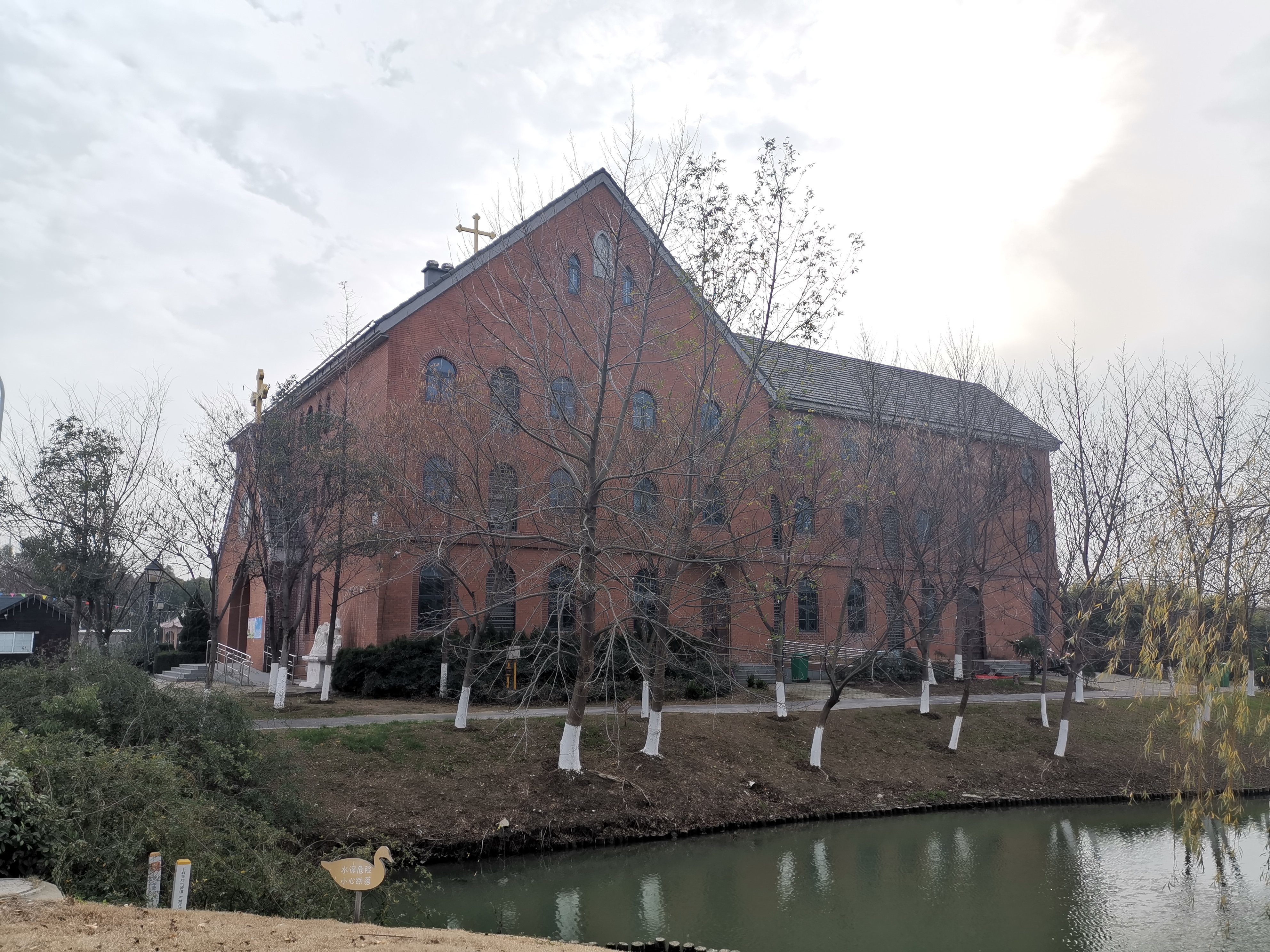
太湖天主堂外景
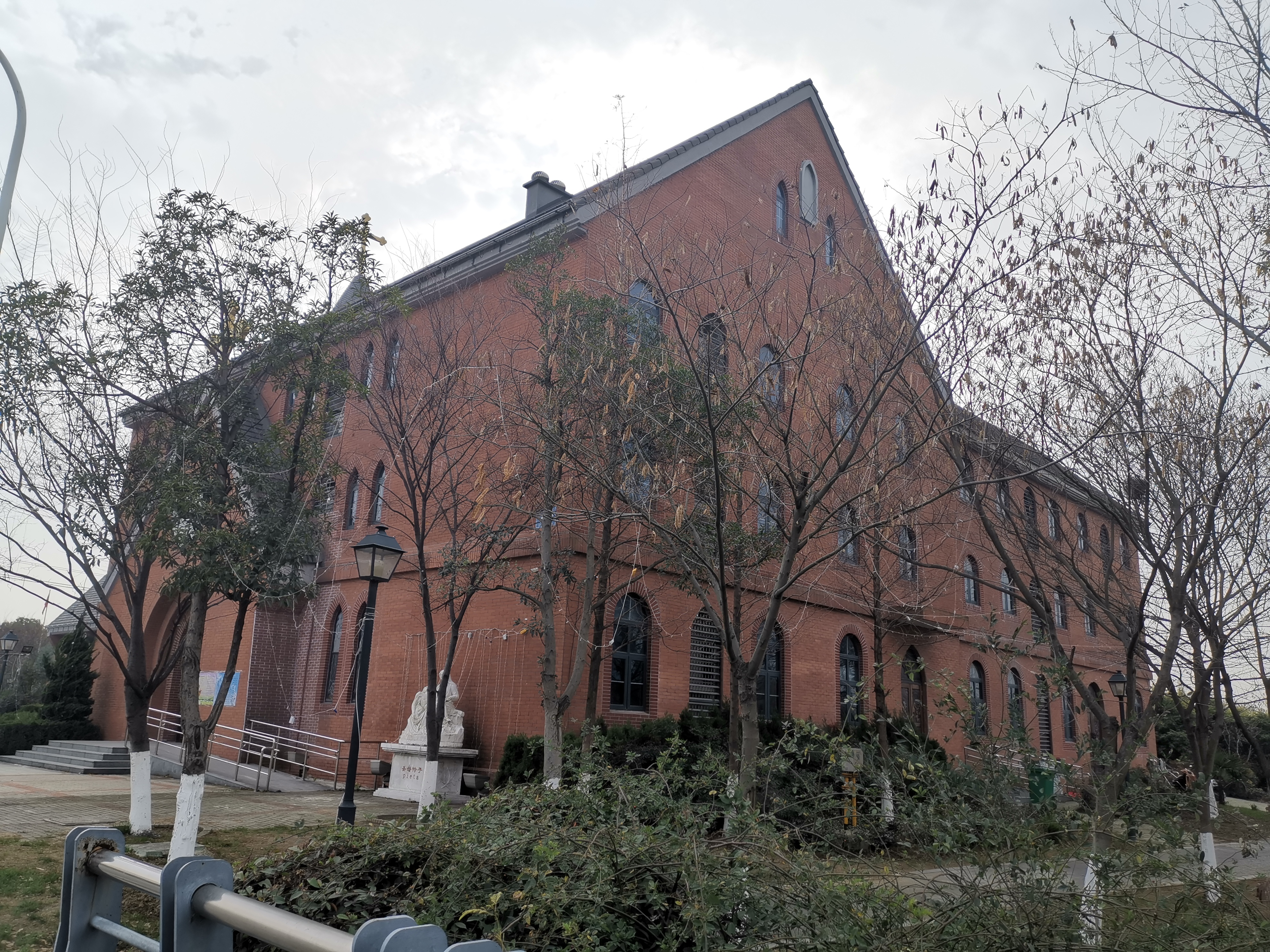
太湖天主堂外景
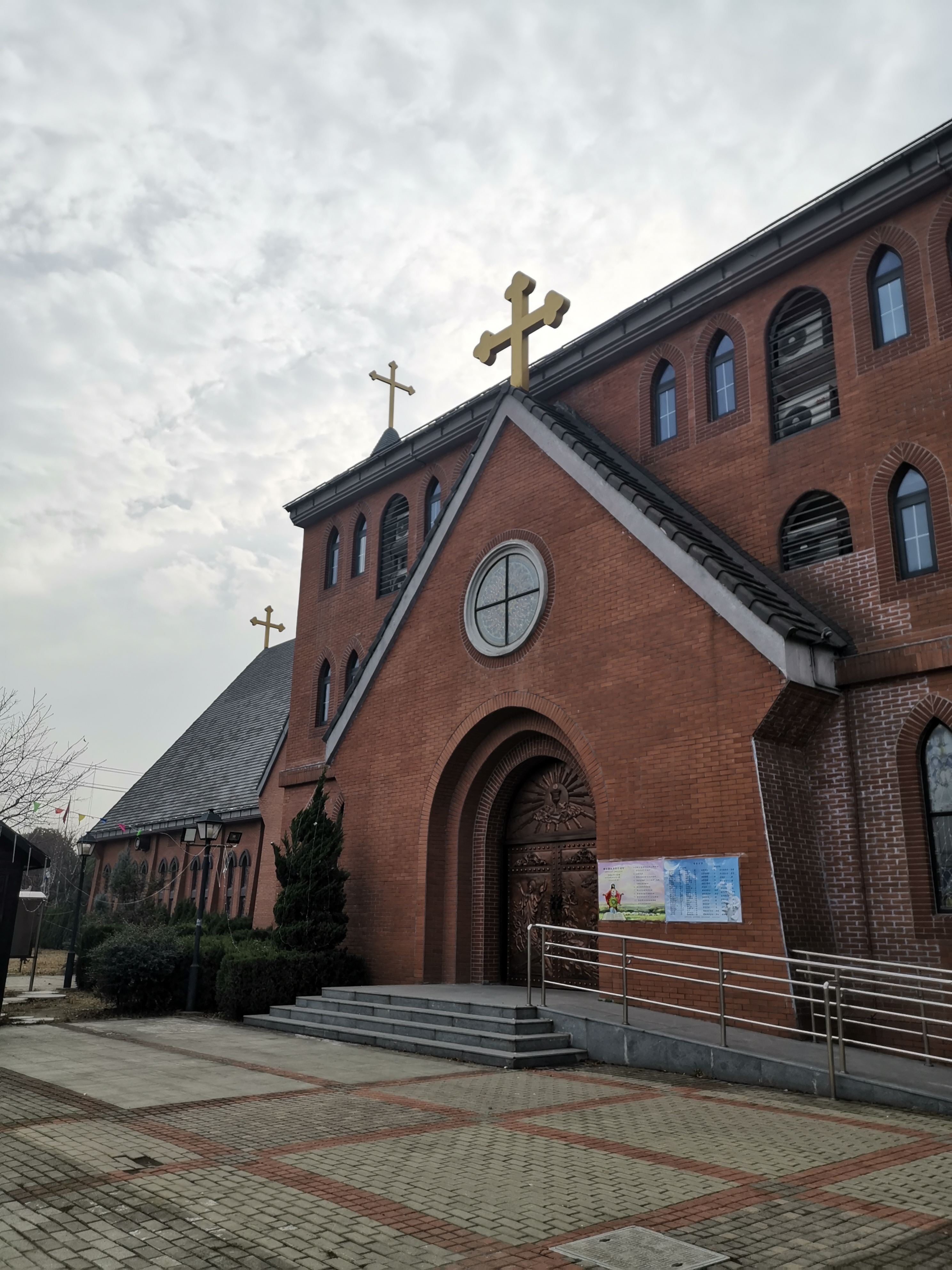
太湖天主堂侧门
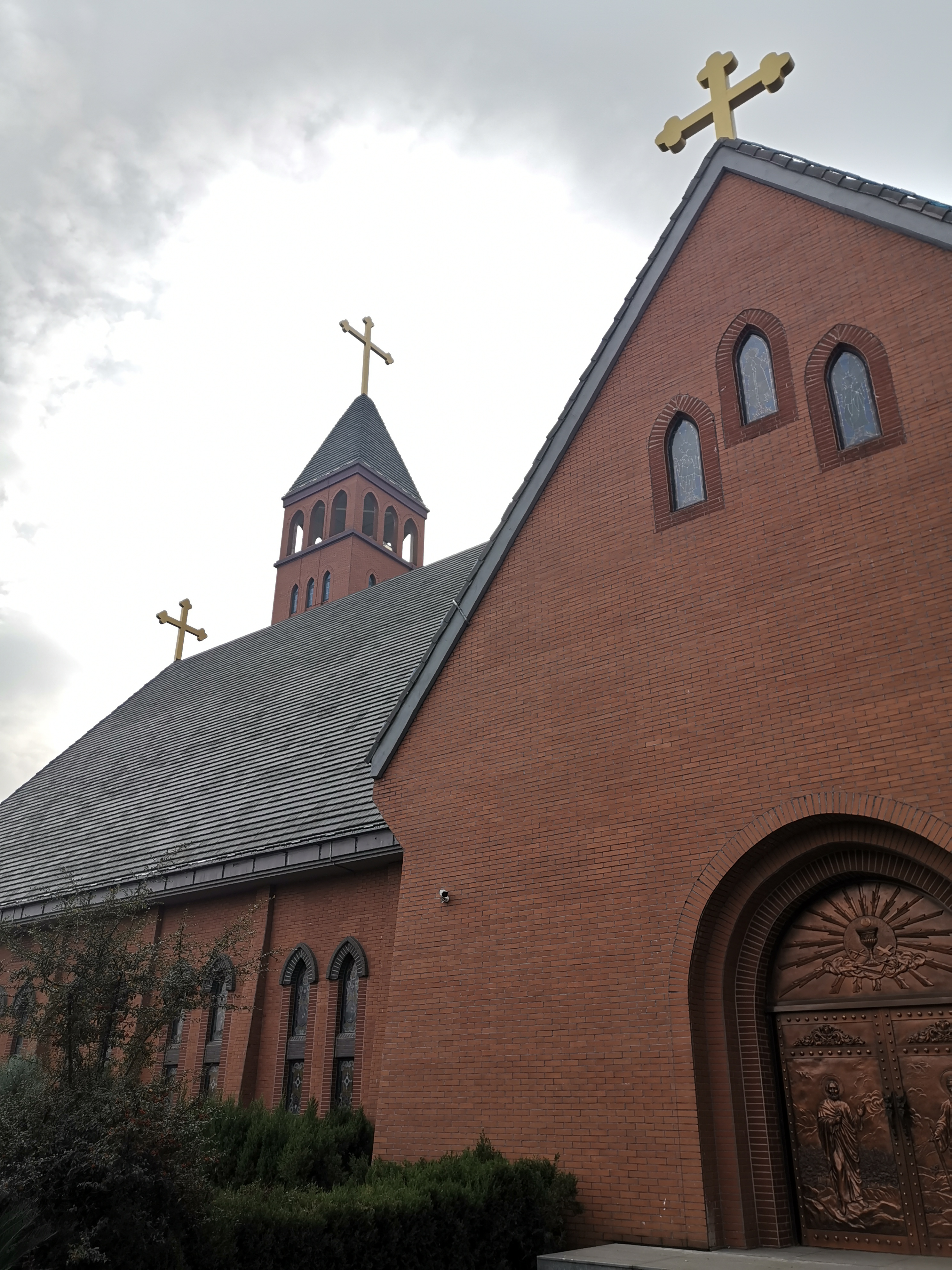
太湖天主堂侧门
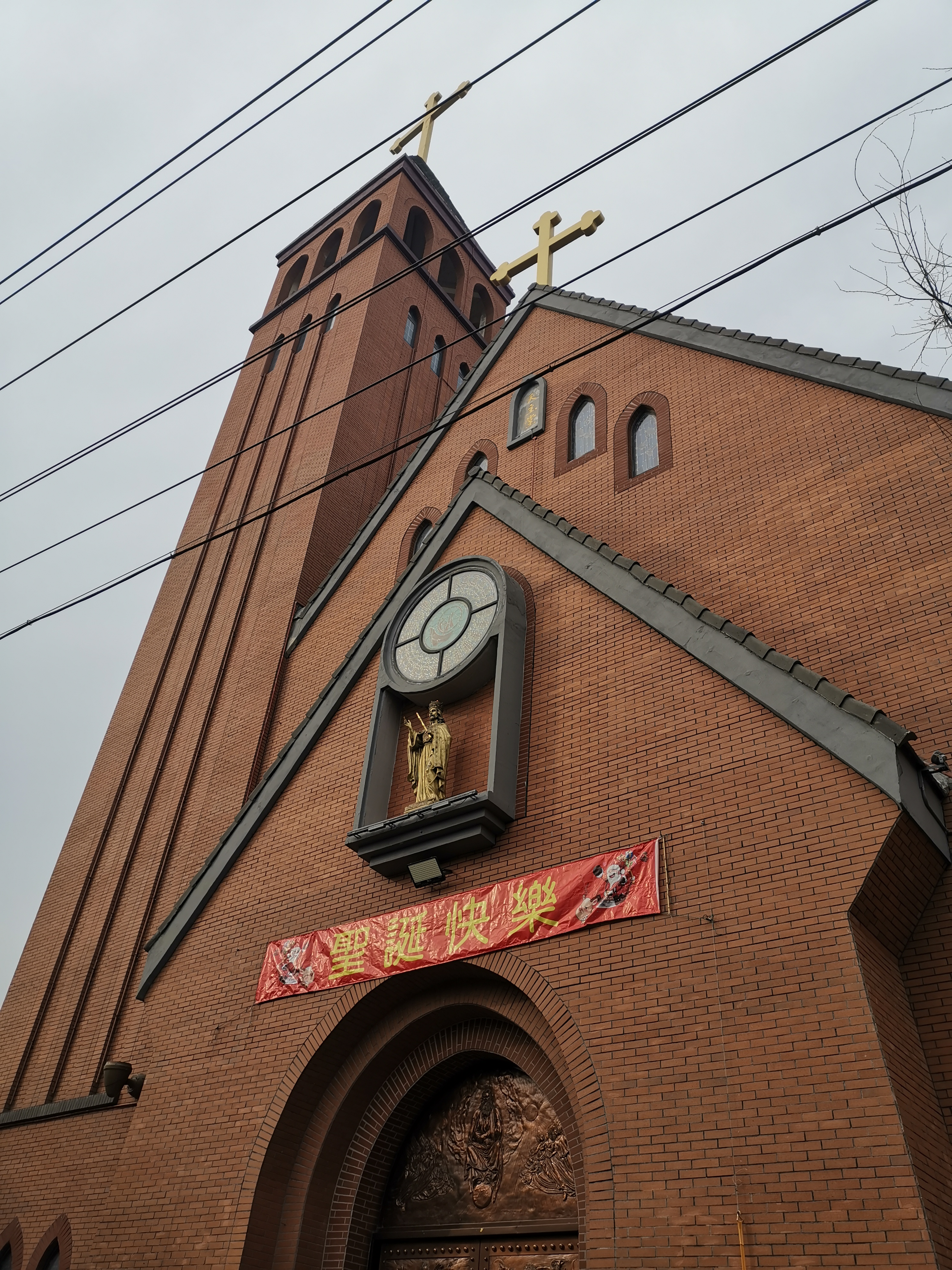
太湖天主堂正门
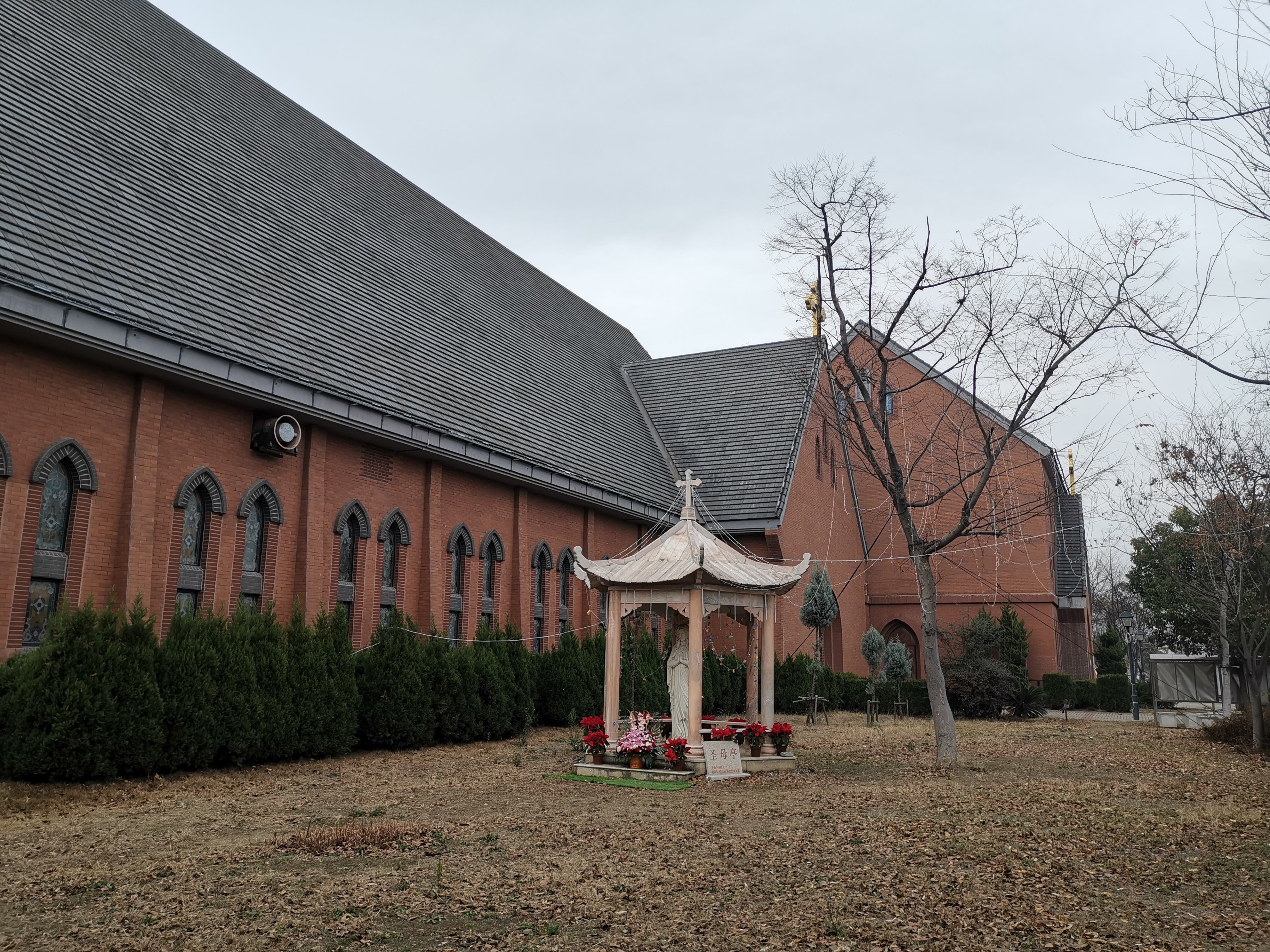
太湖天主堂小院